# Greenwich (Nuevo Brunswick)
Greenwich es una parroquia canadiense situada en la provincia de Nuevo Brunswick.

## Superficie
Greenwich tiene una superficie de 114,56 km².

## Demografía
En 2021, tenía 1126 habitantes, una densidad poblacional de 9,8 hab./km², y 579 viviendas.